# 南昌快速公交
南昌BRT是中国江西省南昌市规划的BRT（快速公交）网络，目前规划5条BRT公交专用道成“二横三纵”长49公里，以及一些一般的公交专用道。

## 历史
早在2004年南昌就有规划建设地面快速公交，计划到2007年将八一大道两旁外侧道路升级成公交专用道，在2007年后更具客流量决定改成隔离式的地面快速公交也就是BRT；随后BRT建设的便无下文直到2009年传出朝阳洲地区要建设BRT，2010年瑶湖组团也打算建设BRT。
2010年末面对交通越来越堵的南昌，政府打算在次年启动BRT建设和公交专用道的建设，2011年9月22日三条互不直接连接的路段添增公交专用道，但是运行9个月效果并不理想。2012年初南昌县也提出计划建设BRT和南昌市区对接的打算，随后计划连接李家庄到莲塘在沿线建设快速公交系统。
2012年6月27日公布了详细的“两横三纵”的BRT规划预计于2020年建成，2012年9月28日市政府表示通过之前公交专用道的试水认为全封闭式的公交专用车道不适合设置在道路两侧，应该使用内侧式，同时政府决定对青山路道路改造成内侧式公交专用道，但是最终决定不建设成封闭式长1.26公里，只要封闭道路就是标准的BRT因此工程被称为准BRT公交专用道，这条公交专用道路于2013年1月1日启用。
2013年8月8日南昌市编制的《南昌市城市公共交通系统规划》公示，与之前的2012年6月的规划相比BRT路段有所减少，减少的部分改成公交专用道，并规划了新的公交专用道。
2014年3月7日《南昌市城市公共交通系统规划》已正式获批。
2014年8月报道下半年南昌开始启动“三纵三横”公交专用道的建设，这当中包括BRT专用道。
2014年10月10日交通运输部审批通过了《南昌市公交都市创建工作实施方案》，规划BRT为“二横二纵”，并计划BRT1号线一期将于2015年动工。
2014年12月22日征集BRT2号线，即新建县长堎镇至青山湖区罗家镇的BRT线路建设方案。
2015年5月25日《南昌市快速公交（BRT）1号线（老福山-莲塘银三角）工程规划》进行批前公示
2015年6月底开始工程监理招标，计划7月开始建设。
2015年8月初1号线动工。 年底试运行。
2019年青山路段BRT站台拆除。
2022年4月开始南昌县内陆续拆除BRT站台，BRT1路改回1路，BRT2路改回88路。5月青云谱境内BRT站台开始拆除。

## 运营
南昌BRT没有实际上正式运营，沿线的站台更多的是提供普通站台的作用。2022年初传出BRT要拆除的消息。

## 线路
| 线路名 | 路线走向                                                                                           |
| ------ | -------------------------------------------------------------------------------------------------- |
| 1号线  | （一期）莲塘—昌南客运站—振兴大道—南莲路—井冈山大道—老福山、（二期）老福山—八一大道—青山南路—李家庄 |
| 2号线  | 北郊停车场—新建大道—解放路—南斯友好路—南昌大桥—洪城路—解放西路—解放东路—辛家庵—罗家镇              |
| 3号线  | 红谷配套中心—碟子湖大道—庐山南大道—八一桥—阳明路—阳明东路—火炬大街—高新公交停车场                  |
| 4号线  | 凤凰洲—丰和北大道—丰和中大道—丰和南大道—国体大道—站前大街—南昌西客站                               |

## 车辆
BRT1号线将使用百路佳生产的18米公交车。